# Paul Halke (Ministerialbeamter)
Paul Heinrich Halke (* 1861 oder 1862 in Guhrau, Niederschlesien; † 24. September 1933 in Wiesbaden) war ein deutscher Jurist und u. a. 1919/20 Präsident der Eisenbahndirektion Breslau.

## Leben
Paul Halke war als Gerichtsassessor zur Ausbildung im Staatseisenbahndienstes in die Eisenbahndirektion Breslau gekommen. Von hier wurde er 1891 als Hilfsarbeiter zur Eisenbahndirektion Stettin versetzt und fünf Jahre später wurde ihm in Stettin als Regierungsassessor die Stelle eines Mitglieds in der Eisenbahndirektion Stettin verliehen. 1899 kam er von hier als Mitglied zur Eisenbahndirektion Posen. 1909 kam Halke aus Posen zur Eisenbahndirektion Bromberg und wurde hier auftragsweise Oberregierungsrat. 1910 war er Vertreter des Präsidenten und Etatsrat. Als Oberregierungsrat wurde ihm hier 1913 der Kronen-Orden dritter Klasse verliehen.
Ab 1915 war er Präsident der Eisenbahndirektion Bromberg und ab 1919 in gleicher Position der Eisenbahndirektion Breslau. In Breslau blieb er nur bis 1920. Nach dem Kapp-Putsch Mitte März 1920 wurde ein Untersuchungsausschuss eingesetzt. Halke sollte sich dem Verdacht des Hochverrates stellen, wurde aber nach Wiesbaden versetzt.
Haike starb 1933 im Alter von 71 Jahren in seinem Wohnort Wiesbaden. Er war verheiratet mit Elisabeth Maria Susanne Halke geb. Gehlig.